# کاترین گولدن بیتینگ
کاترین گولدن بیتینگ (۲۹ آوریل ۱۸۶۹ – ۱۵ اکتبر ۱۹۳۷) یک شیمیدان غذایی در وزارت کشاورزی ایالات متحده آمریکا و انجمن ملی کنسروسازان بود. او نویسنده‌ای پرکار در زمینه نگه‌داری غذا بود. همان‌طور که در گزارش سالانه کتابدار کنگره (۱۹۴۰) آمده است، او برای انجام تحقیقاتش «مواد مربوط به منابع، آماده‌سازی و مصرف غذاها، شیمی، باکتری‌شناسی، نگه‌داری و غیره، از قدیم‌ترین دوران تا زمان حال» را گردآوری کرده بود. او و همسرش، آرویل بیتینگ، مجموعه‌ای ارزشمند از کتاب‌ها و منابع مرتبط با آشپزی را به کتابخانه کنگره اهدا کردند. مجموعه بیتینگ شامل تعداد زیادی از انتشارات انگلیسی و آمریکایی در زمینه تهیه غذا از قرن هجدهم و نوزدهم و همچنین نمونه‌هایی از آثار برجسته فرانسوی، آلمانی و ایتالیایی است. بسیاری از روش‌ها و تکنیک‌های مدرن ایمنی غذایی مستقیماً از تحقیقات این زوج ناشی شده است.

## زندگی شخصی
کاترین بیتینگ در ۲۹ آوریل ۱۸۶۹ در استراتفورد، انتاریو، کانادا به دنیا آمد. خانواده او در دوران کودکی‌اش به ماساچوست در ایالات متحده مهاجرت کردند. او با آرویل وین بیتینگ، استاد علوم دامپزشکی، کارشناس آشپزی و نویسنده چندین کتاب آشپزی ازدواج کرد. کاترین و آرویل وین بیتینگ همکاری نزدیکی داشتند و در یک مؤسسه کار کرده و در انتشار چندین اثر با یکدیگر همکاری کردند.

## تحصیلات و اوایل حرفه
بیتینگ در سال ۱۸۸۶ از مدرسه نرمال سیلم (که اکنون دانشگاه ایالتی سیلم نام دارد) فارغ‌التحصیل شد. او مدرک کارشناسی علوم را در سال ۱۸۹۰، کارشناسی ارشد علوم را در ۱۸۹۲ و دکترای علوم را در ۱۸۹۵ از دانشگاه پردو دریافت کرد. در دوران نگارش پایان‌نامه کارشناسی ارشدش، او به‌عنوان دستیار گیاه‌شناسی در ایستگاه تحقیقات کشاورزی پردو فعالیت داشت. در سال ۱۸۹۳، او به‌عنوان مدرس در دانشگاه پردو شروع به تدریس زیست‌شناسی، گیاه‌شناسی ساختاری و باکتری‌شناسی کرد.

## حرفه
در سپتامبر ۱۹۰۷، بیتینگ به‌عنوان ریزتحلیل‌گر در بخش شیمی وزارت کشاورزی ایالات متحده آمریکا، اداره شیمی منصوب شد، جایی که با آرویل بیتینگ همکاری داشت و در زمینه نگه‌داری غذا تخصص پیدا کرد. او نزدیک به پنجاه مقاله در این حوزه منتشر کرد. در مدت حضورش در اداره شیمی، کاترین به‌عنوان ریزگیاه‌شناس فعالیت داشت. نخستین پروژه او شامل همکاری با همسرش برای توسعه روشی برای تولید کچاپ بدون افزودن مواد نگه‌دارنده بود. آن‌ها خانه خود را در لافایت به یک کارخانه تولید کچاپ تبدیل کردند و صدها بطری از این محصول تولید کردند. همچنین نمونه‌هایی از کچاپ تولید شده در ده‌ها کارخانه را برای تحلیل جمع‌آوری کردند. با مشاهده نمونه‌ها و انجام آزمایش‌های فساد، دریافتند که افزودن شکر و سرکه از فساد جلوگیری می‌کند. آرویل بیتینگ یافته‌های آن‌ها را در سال ۱۹۰۹ تحت عنوان آزمایش‌هایی دربارهٔ فساد کچاپ گوجه‌فرنگی منتشر کرد. در سال ۱۹۱۵، دو تک‌نگاری دیگر با عنوان روش‌های تولید کچاپ و ریزساختار کچاپ منتشر شد.
در دهه ۱۹۲۰، بیتینگ‌ها به‌عنوان ریزتحلیل‌گر برای انجمن ملی کنسروسازان شروع به کار کردند. آن‌ها در سال ۱۹۳۷ کتاب Appertizing or, The Art of Canning را منتشر کردند. این عنوان، که به‌ظاهر دارای غلط املایی است، درواقع ارجاعی به نیکولا آپر، مخترع فرانسوی روش‌های نگه‌داری مواد غذایی در ظروف دربسته است.

### جدول زمانی اشتغال
- ۱۸۹۰–۱۸۹۳: دستیار گیاه‌شناسی، ایستگاه تحقیقات ایندیانا.
- ۱۸۹۳–۱۹۰۱: مدرس زیست‌شناسی، دانشگاه پردو.
- ۱۹۰۱–۱۹۰۴: استادیار زیست‌شناسی، دانشگاه پردو.
- ۱۹۰۷–۱۹۱۳: ریزتحلیل‌گر، اداره شیمی، وزارت کشاورزی ایالات متحده آمریکا.
- ۱۹۱۳–۱۹۱۸: تکنسین، آزمایشگاه تحقیقاتی انجمن ملی کنسروسازان در واشینگتن، دی.سی..[۲]
- ۱۹۱۹–۱۹۲۳: باکتری‌شناس، انجمن ظروف شیشه‌ای.

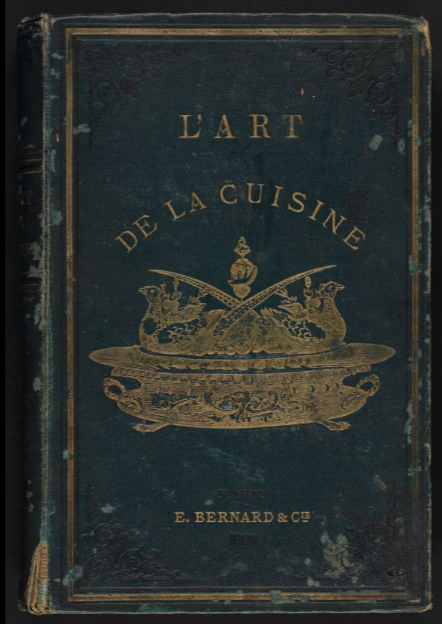
جلد هنر آشپزی از مجموعه کاترین گولدن بیتینگ که در کتابخانه کنگره نگهداری می‌شود

## مجموعه گاسترونومی
مجموعه ۴۳۴۶ جلدی او از ادبیات گاسترونومی که دوره‌ای از قرن پانزدهم تا بیستم را پوشش می‌دهد، اکنون در بخش کتاب‌های نایاب و مجموعه‌های ویژه کتابخانه کنگره نگهداری می‌شود. او مجموعه بزرگی از منابع را گردآوری کرد تا: «تحقیقات خود را تسهیل کند»، همان‌طور که در گزارش سالانه کتابدار کنگره (۱۹۴۰) آمده است، او «مواد مربوط به منابع، آماده‌سازی و مصرف غذاها، شیمی، باکتری‌شناسی، نگه‌داری و غیره، از قدیمی‌ترین دوران تا زمان حال» را گردآوری کرده بود. سرپرست این مجموعه، لئونارد ن. بک، آن را به‌طور حرفه‌ای ارزیابی کرد و مجموعه او را در کنار مجموعه نویسنده غذایی الیزابت رابینز پنل قرار داد. عنوان Two Loaf-Givers به ریشه‌شناسی واژه انگلیسی lady در زبان انگلیسی قدیم اشاره دارد. نسخه دیجیتالی این اثر نیز در دسترس است.
در سال ۱۸۹۵، آکادمی علوم ایندیانا او را به‌عنوان عضو همکار منصوب کرد.